# 오 (전한)
오(吳, 기원전 195년 ~ 기원전 153년)는 중국 전한의 제후왕국으로, 장쑤성·저장성 일대를 지배했다. 형(荊, 기원전 201년 ~ 기원전 196년)의 후신으로, 서울은 오(吳, 현재의 쑤저우 시)다. 오초칠국의 난에 가담했기에 왕국이 해체됐고, 그 영역은 한나라 직할령과 강도국(江都, 기원전 153년 ~ 기원전 121년)으로 분할됐다.

## 형
한 고조 6년(기원전 201년) 봄 정월, 고조는 초왕 한신을 모반 혐의로 체포해 회음후로 격하하고 초나라를 둘로 나눠 처음 형나라를 만들었다. 형나라의 봉토는 옛 초나라의 화이허 동쪽으로, 동양·장·오 3군에 53성, 혹은 52성이다. 형나라 왕에는 고조의 종형으로, 초한전쟁 당시 팽월과 영포를 도와 전전한 유고를 임명했다. 한편 초나라 서부는 초나라로 두고 왕으로 고조의 아우 유교를 임명했으며, 또 고제의 서장자 유비를 제왕으로 임명해 처음으로 고조의 일족 유씨를 왕으로 세우게 됐다. 한나라 초 동양군의 속현은 전한 말 임회군의 회수 서쪽 12현에 광릉국에서 편입된 3후국, 광릉국의 4현을 합해 19현에, 임회군의 속현 중 패군에서 온 것인지 동양군에서 온 것인지 불분명한 2현 중 임의로 하나만을 취하면 20현이 된다. 이 중 광릉국에서 분할된 3후국은 추은령에 따라 왕자에게 봉하기 위해 당시에 새로 만든 것일 수도 있으므로 이 3후국을 제하면 17현이다. 오군(회계군)은 24현, 장군은 여강군이 폐지되면서 얻은 4현을 제외하면 12현이 있었을 것으로 추정된다. 이를 모두 합치면 53현으로 형나라 봉국 당시에 부합한다.
고조 11년(기원전 196년), 반란을 일으킨 회남왕 영포의 침략을 받았다. 형왕 유고는 맞서 싸웠으나 져서 부릉으로 달아났고, 영포의 추격군에게 살해당했다. 형나라 군대는 모조리 영포에게 겁박당해 회남국의 군대에 편입됐고, 형나라 땅도 모조리 회남국에 병합됐다. 영포가 패망한 후, 형나라는 폐지되고 한나라의 직할지로 들어갔다.

## 오
그러나 고조는 오·회계 사람이 가볍고 용맹해 이들을 억누를 왕이 필요하다고 여겼다. 유고는 후사가 없었고, 고조의 아들들은 어렸으므로, 영포의 난 진압에서 공을 세운 조카 유비에게 옛 형나라 53성을 그대로 주어 오나라 왕으로 봉했다.
오나라 장군에는 구리 광산이 있고, 망명객들을 불러모아 오 왕국 자체적으로 동전을 주조했으며, 또 동쪽에서 바닷물을 끓여 소금을 만들었으므로, 부세가 없음에도 오나라는 부강했다.
경제는 조조의 계책을 받아들여 제후왕국에게 죄를 물어 봉토를 삭감하고 있었고, 초·조·교서를 넘어 오나라에까지 봉토 삭감의 논의가 미쳤다. 또 오왕 유비는 왕태자 유현이 경제에게 살해당해 원한을 품고 있었기에, 교서왕 유앙을 끌어들여 한나라와 맞서 싸울 계획을 세웠다. 마침내 경제는 오나라에서 장군과 회계군을 삭감했고, 오왕은 경제 3년(기원전 154년) 오초칠국의 난을 일으켰으나 실패해 죽었다.

## 강도
오초칠국의 난 이후, 경제는 오나라를 다시 봉하려 했으나 두태후의 반대로 동양군과 장군만을 가지고 강도국을 만들어 오초칠국의 난에서 활약한 아들 강도역왕 유비에게 봉했으며 회계군은 그대로 한나라의 직할지로 남겼다. 강도국의 서울은 광릉(양저우 시)으로 동양군 일대가 강도국의 내사지가 된다. 오초칠국의 난 이후 왕국은 지군을 거느리지 못했지만 강도국 만은 예외였다. 강도왕 유건이 자결한 이후, 강도국은 폐지됐고 동양군과 장군은 모두 한나라의 직할지가 됐다. 이후 동양군의 일부 영역만이 광릉국이 됐다.

## 장관

### 오 승상
- 원앙(문제 시기)
- 두영(문제 시기)

### 강도 승상
- 정가(기원전 151년 ~ ?)

### 강도 상
- 정당시(? ~ 기원전 137년)
- 동중서(무제 시기)